# 鵬翔丸
鵬翔丸（ほうしょうまる）は、幕末に江戸幕府が保有した洋式帆船である。主に航海練習船として使用された。
前身は1857年建造のイギリス商船「カタリナ・テレジア」。1858年（安政5年）、佐賀藩がオランダに発注した工作機械を輸送して長崎港に寄港したところを、幕府が長崎海軍伝習所などで使用する練習船として購入した。勝海舟によれば、長崎海軍伝習所の練習艦「観光丸」が築地の軍艦教授所（後の軍艦操練所）に移籍してしまったため、新たな練習艦「咸臨丸」の到着までの補充が必要だったというが、「咸臨丸」は前年8月には日本に到着している。横帆航行の練習用に適した船が求められたとも言われる。
本船は蒸気機関は持たない木造帆船で、長さ約36m・幅約7.5m・340トンという要目である。帆装形式は、勝海舟のまとめた『船譜』によれば、3本のマストのうち前2本に横帆、最後尾マストに縦帆を張った三檣バーク。ホイセン・ファン・カッテンディーケは、スクーナーだったと述べているが、これは帆装形式ではなく軍艦の等級の区分の意味である可能性がある。武装として大砲4門を備えた。
1858年2月頃、幕府は「鵬翔丸」の江戸回航を決めた。そこで、ホイセン・ファン・カッテンディーケら長崎海軍伝習所のオランダ人教官も同乗して慣熟航海が繰り返された。その後、同年6月21日（5月11日）に、船長の伊沢謹吾以下、中島三郎助・榎本武揚・春山弁蔵ら60人の伝習生が乗り組み、江戸へ出帆した。当初は勝海舟を船長とする予定だったが、交代となった。中継地の山川湾までは「咸臨丸」が曳航してオランダ人教官も同乗したが、そこからは日本人乗員だけで航海を続けた。蒸気船「観光丸」で日本人だけの長崎・江戸間の航海を実行したことはあったが、洋式帆船では初めての試みであった。ホイセン・ファン・カッテンディーケは、日本近海の気象条件の厳しさや乗員の未熟さから遭難を危惧し、幕府が日本人だけでの江戸回航を要望した際には反対していた。結果として「鵬翔丸」は悪天候にもかかわらず6日間の単独航海で無事に浦賀へ入港した。乗員たちは自信を深めたが、その運用術は問題点が多いものであった。
以後は主に江戸方面で軍艦操練所の練習船や運送船として使用された。万延元年遣米使節の派遣に際しても候補の一隻に挙げられたが、蒸気船でないためすぐに外され、最終的に「咸臨丸」が選択された。
万延元年3月、「鵬翔丸」は石炭搭載のため小名浜へ派遣された。その際、「鵬翔丸」は材木商片寄平蔵所有の塩を輸送し、冥加金32両余りが納められている。
同年閏3月、軍艦2隻による神奈川港警衛が開始され、「朝陽丸」と「鵬翔丸」が最初の配備艦となった。「鵬翔丸」は同年6月に「咸臨丸」と交代した。
「鵬翔丸」は、1860年9月8日（万延元年7月23日）に下田沖で台風に巻きこまれて沈没。船将の教授方出役尾形作右衛門以下士官数名、水夫小頭2名、水夫21名が水死した。